# Шашд
Шашд (мађ. Sásd, хрв. Šaš — Шаш) град је у јужној Мађарској. Шашд је град у оквиру жупаније Барања.
Град има 3.360 становника према подацима из 2008. године.

## Географија
Град Шашад се налази у јужном делу Мађарске. Од престонице Будимпеште град је удаљен око 185 километара јужно. Од најближег већег града Печуја град је удаљен 32 километра северозападно. Град се налази у средишњем делу Панонске низије, у северној подгорини острвске планине Мечек. Надморска висина места је око 135 m.

## Становништво

### Попис1910.
| Шашд | Шашд |
| --- | --- |
| Језик | Вера |
| <div style="border:solid transparent;position:absolute;width:100px;line-height:0;<div style="border:solid transparent;position:absolute;width:100px;line-height:0; укупно: 1.145 Мађарски 1.031 (90,04%) Немачки 102 (8,90%) Словачки 6 (0,52%) Хрватски 3 (0,26%) остали 3 (0,26%) - (-%) | укупно: 1.145 Римокатол. 997 (87,07%) Јевреји 97 (8,47%) Лутерани 24 (2,09%) Калвинисти 21 (1,83%) Православци 3 (0,26%) Гркокатолици 1 (0,08%) остали 2 (0,17%) |

## Партнерски градови
- Raaba
- Pierrelaye
- Neftenbach
- Gmina Mogilany
- Supino
- Izvoru Crișului